# کمک‌داور (فوتبال)
کمک‌داور (به انگلیسی: Assistant Referee) در فوتبال شخصی است که داور وسط را در امر قضاوت یاری می‌کند. فعلاً در هر بازی دو کمک‌داور حضور دارد؛ کمک‌داور اوّل و کمک‌داور دوم.

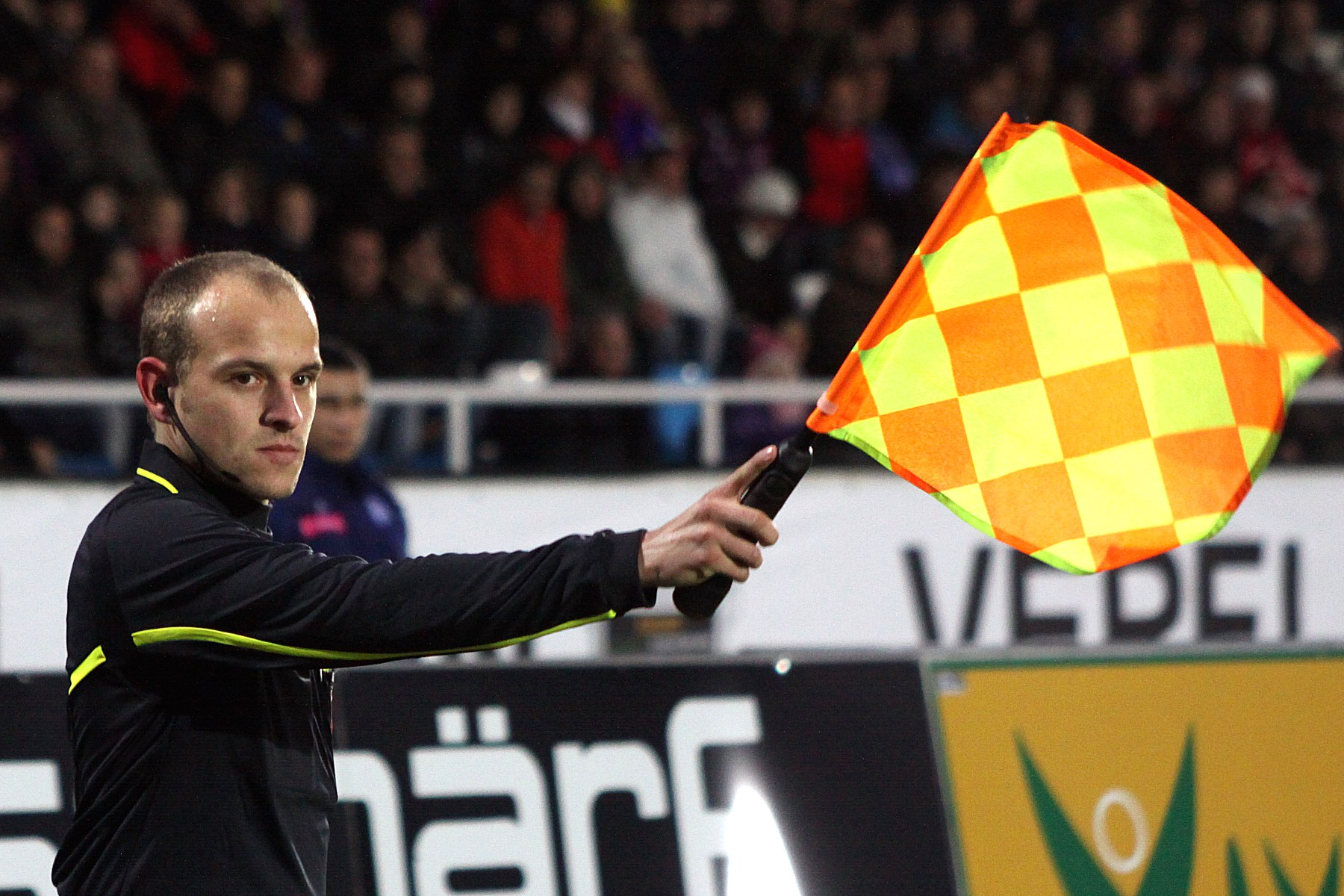

## وسایل کمک داور
مهم‌ترین وسیلهٔ کمک‌داور پرچم است. که معمولاً به رنگ زرد، قرمز یا مخلوطی از آن‌هاست. از دیگر وسیله‌هایی که به تازگی در بین داوران رواج پیدا کرده است، سیستم مخابراتی است که داوران با استفاده از این دستگاه می‌توانند بهتر و سریع‌تر با یکدیگر ارتباط برقرار کنند.

## وظایف یک کمک داور
کمک‌داوران وظایف گوناگونی دارند امّا مهم‌ترین آن‌ها آفساید است که کمک داور با بالا بردن پرچم خود اعلام می‌کند. یک کمک‌داور برای گرفتن آفساید باید دقت و تمرکز بالایی داشته باشد. از وظایف دیگر کمک‌داوران اعلام گل است. اعلام خارج شدن توپ از زمین یا اوت شدن هم از وظایف کمک‌داوران است.

## کمک داوران بین‌المللی ایرانی
منبع:
| - محمدرضا ابوالفضلی (از: ۲۰۰۹) - سعید علی‌نژادیان (از: ۲۰۱۰) - آرمان اسدی (از: ۲۰۱۵) - سعید قاسمی (از: ۲۰۱۵) - علیرضا ایلدوروم (از: ۲۰۱۶) - انسیه خباز (از: ۲۰۱۰) - محمدرضا منصوری (از: ۲۰۱۲) - علی میرزابیگی (از: ۲۰۱۴) - فرهاد مروجی (از: ۲۰۲۰) - حبیبه ربوی (از: ۲۰۱۹) - بهاره سیفی (از: ۲۰۱۷) - حسن زهیری (از: ۲۰۱۵) | - علیرضا فغانی (از: ۲۰۲۱) |